# Diocesi di Solsona

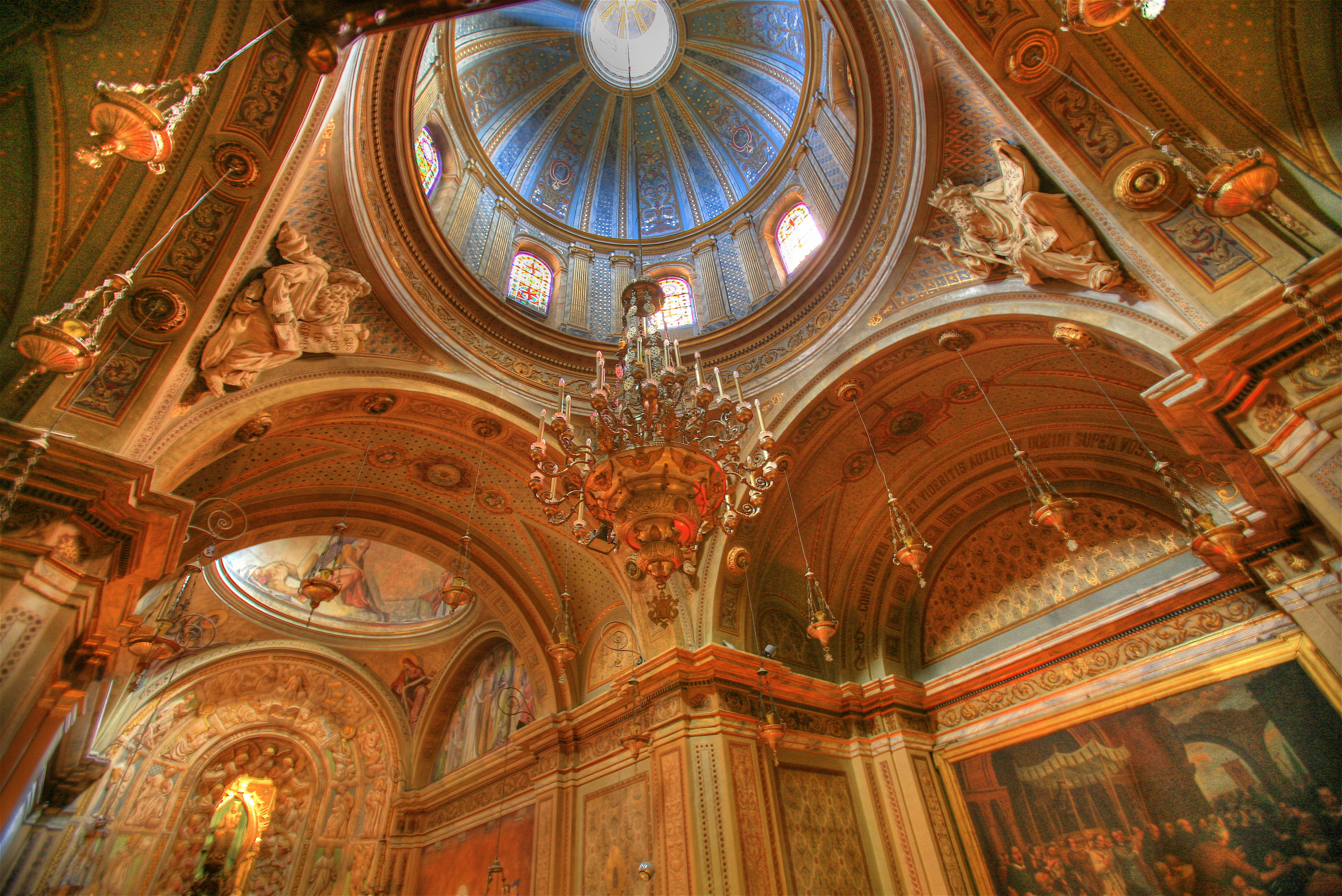
Interno della cattedrale di Santa Maria di Solsona.

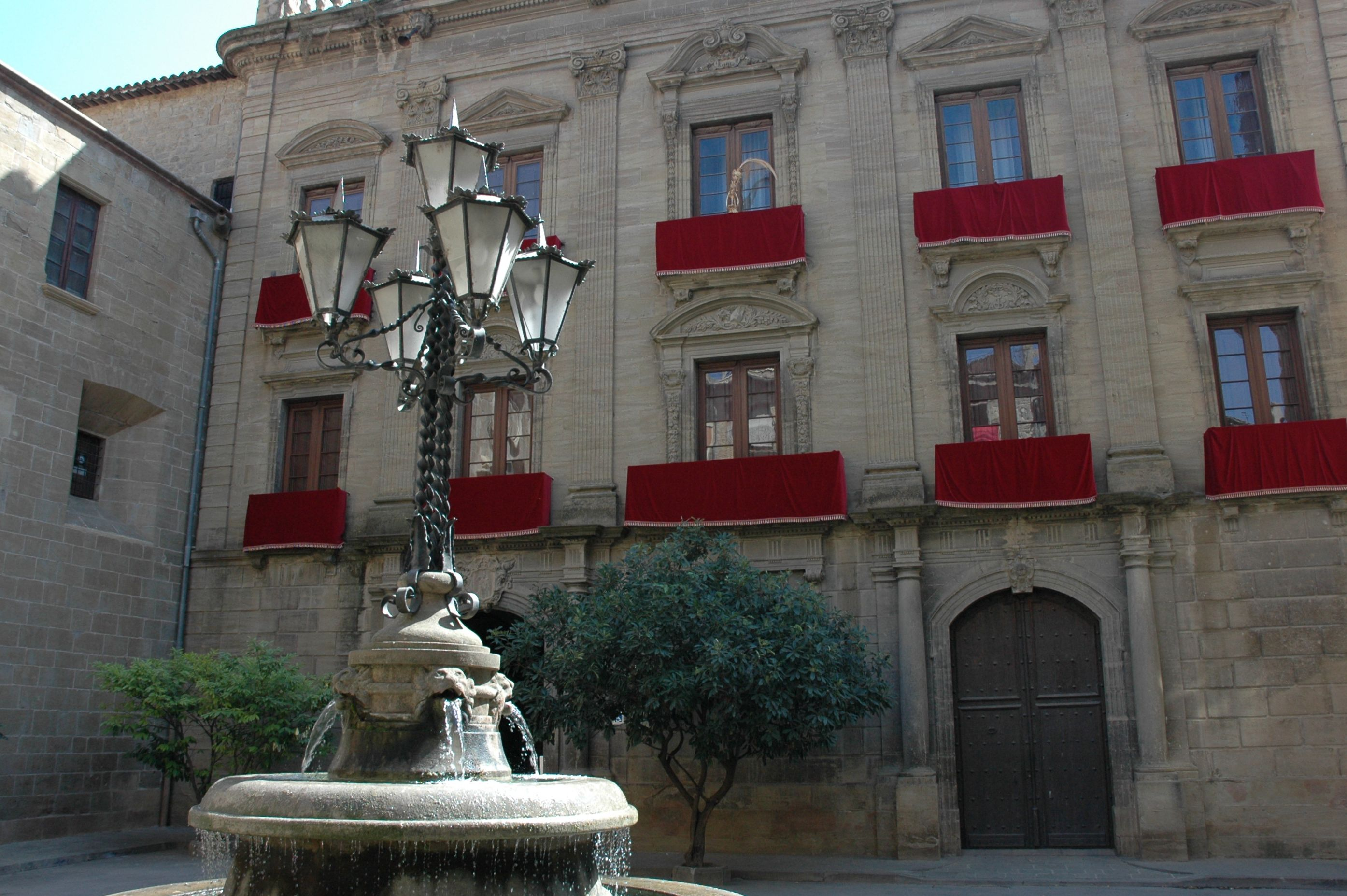
Il palazzo episcopale di Solsona, anche sede del museo diocesano.

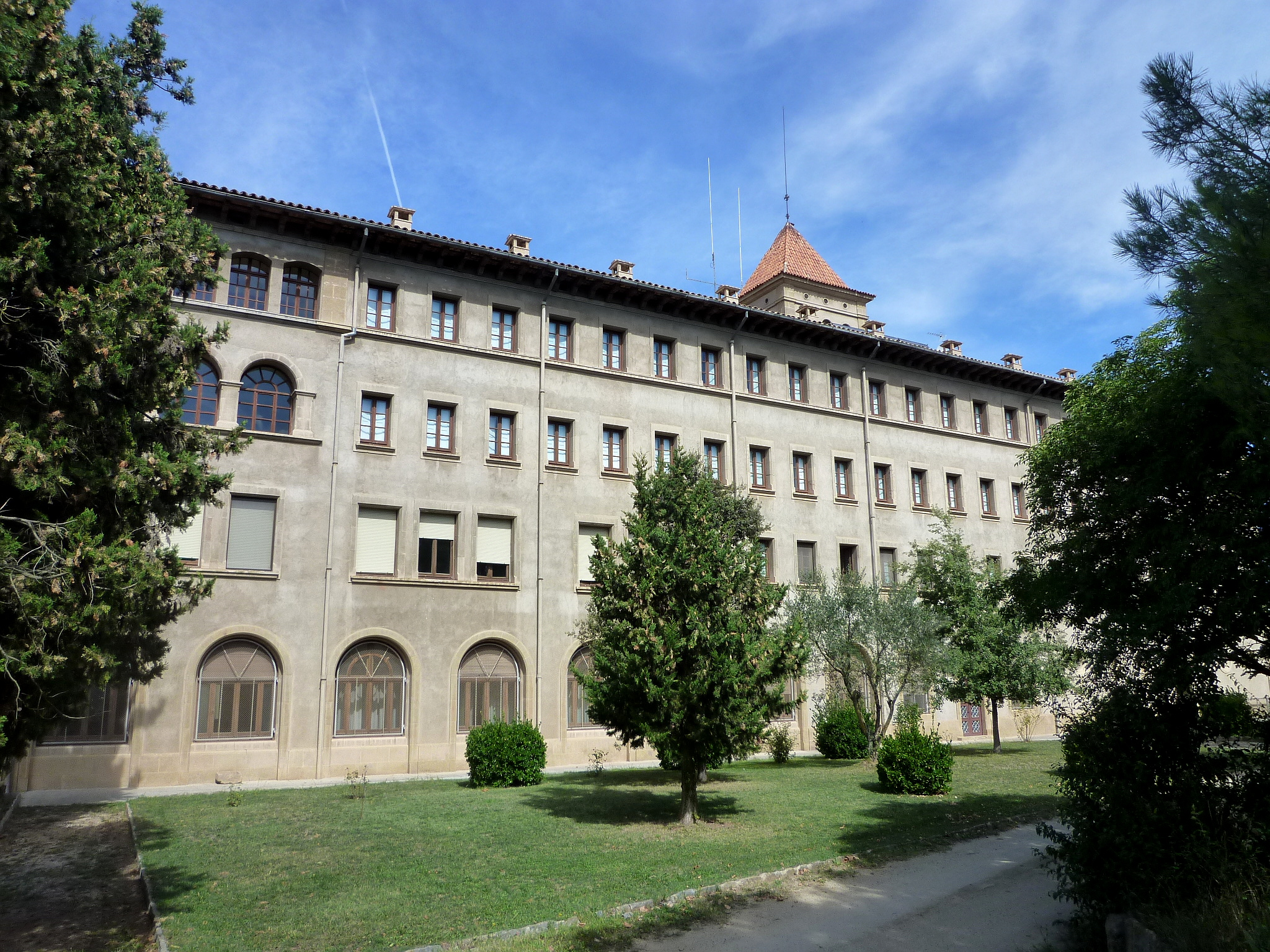
Il seminario vescovile di Solsona.

La diocesi di Solsona (in latino Dioecesis Celsonensis) è una sede della Chiesa cattolica in Spagna suffraganea dell'arcidiocesi di Tarragona. Nel 2022 contava 119.900 battezzati su 141.000 abitanti. È retta dal vescovo Francisco Simón Conesa Ferrer.

## Territorio
La diocesi comprende parte della provincia di Lleida.
Sede vescovile è la città di Solsona, dove si trova la cattedrale di Santa Maria.
Il territorio è suddiviso in 170 parrocchie, che fanno capo a 12 unità pastorali parrocchiali.

## Storia
La diocesi fu eretta il 19 luglio 1593 con la bolla Super universas di papa Clemente VIII, ricavandone il territorio dalle diocesi di Urgell e di Vic.
Nel 1851 la diocesi, già vacante dal 1838, fu soppressa de iure con il concordato fra governo spagnolo e Santa Sede e unita a quella di Vic, ma de facto governata dapprima da vicari capitolari e poi da amministratori apostolici fino al 1933, quando dopo quasi un secolo fu nominato un nuovo vescovo nella persona di Valentín Comellas y Santamaría.
Il 2 settembre 1955 e il 6 giugno 1957, con due distinti decreti della Congregazione Concistoriale, furono rivisti i confini della diocesi per farli coincidere con quelli della provincia civile, in applicazione del concordato tra la Santa Sede e il governo spagnolo del 1953. La diocesi di Solsona perse una parrocchia, Palmerola, ceduta alla diocesi di Vic, ma ingrandì notevolmente il proprio territorio con oltre 20 parrocchie, appartenute alla stessa diocesi di Vic, e con l'arcipresbiterato della Manresana ceduto dalla diocesi di Lérida (oggi diocesi di Lleida).

## Cronotassi dei vescovi
Si omettono i periodi di sede vacante non superiori ai 2 anni o non storicamente accertati.
- Luis Sans Códol † (3 ottobre 1594 - 20 agosto 1612 nominato vescovo di Barcellona)
- Juan Alvarez Zapata, O.Cist. † (11 marzo 1613 - 13 ottobre 1623 deceduto)
- Miguel Santos de Sampedro † (15 aprile 1624 - 13 novembre 1630 nominato arcivescovo di Granada)
- Pedro Puigmartí Funes, O.S.B. † (16 dicembre 1630 - 25 dicembre 1634 deceduto)
- Diego Serrano Sotomayor, O. de M. † (3 dicembre 1635 - 30 maggio 1639 nominato vescovo di Segorbe)
- Pedro (de Santiago) Anglada Sánchez, O.S.A. † (30 gennaio 1640 - 14 novembre 1644 nominato vescovo di Lérida)
  - Sede vacante (1644-1656)
- Francisco Roger, O.P. † (18 settembre 1656 - 18 gennaio 1663 deceduto)
- Luis de Pons y de Esquerrer, O.S.B. † (11 agosto 1664 - 4 gennaio 1685 deceduto)
- Manuel de Alba † (10 settembre 1685 - 24 agosto 1693 nominato vescovo di Barcellona)
- Gaspar Alonso de Valeria, O.F.M.Disc. † (8 febbraio 1694 - 1º giugno 1699 nominato vescovo di Lérida)
- Guillermo Goñalons, O.S.A. † (30 marzo 1700 - 12 agosto 1708 deceduto)
- Francisco Dorda, O.Cist. † (19 febbraio 1710 - 3 dicembre 1716 deceduto)
- Pedro Magaña, O.S.B. † (10 maggio 1717 - 9 febbraio 1718 deceduto)
  - Sede vacante (1718-1729)
- Tomás Broto Pérez † (27 maggio 1720 - 8 aprile 1736 deceduto)
- José Esteban Noriega, O.Praem. † (27 gennaio 1738 - 10 maggio 1739 deceduto)
- Francisco Zarceño Martínez, O.SS.T. † (14 dicembre 1739 - 23 gennaio 1746 deceduto)
- José Mezquía Díaz de Arrízola, O. de M. † (19 settembre 1746 - 9 settembre 1772 deceduto)
- Rafael Lasala Locela, O.S.A. † (15 marzo 1773 - 17 giugno 1792 deceduto)[5]
- Agustín Vázquez Varela, O.Cist. † (17 giugno 1793 - 11 febbraio 1794 deceduto)
- Pedro Nolasco Mora Mora, O. de M. † (12 settembre 1794 - 1º marzo 1811 deceduto)
  - Sede vacante (1811-1814)
- Manuel Benito Tabernero † (19 dicembre 1814 - 25 luglio 1830 deceduto)
- Juan José Tejada Sáenz, O. de M. † (2 luglio 1832 - 15 giugno 1838 deceduto)
  - Sede vacante (1838-1933)
  - Ramón Ríu y Cabanas † (15 luglio 1895 - 18 aprile 1901 nominato vescovo di Urgell) (amministratore apostolico)
  - Juan Benlloch y Vivó † (16 dicembre 1901 - 6 dicembre 1906 nominato vescovo di Urgell) (amministratore apostolico)
  - Luis José María Amigó y Ferrer, O.F.M.Cap. † (18 aprile 1907 - 18 luglio 1913 nominato vescovo di Segorbe) (amministratore apostolico)
  - Francisco de Asís Vidal y Barraquer † (10 novembre 1913 - 7 maggio 1919 nominato arcivescovo di Tarragona) (amministratore apostolico)
  - Valentín Comellas y Santamaría † (18 dicembre 1919 - 5 settembre 1933 nominato vescovo) (amministratore apostolico)
- Valentín Comellas y Santamaría † (5 settembre 1933 - 19 marzo 1945 deceduto)
- Vicente Enrique y Tarancón † (25 novembre 1945 - 12 aprile 1964 nominato arcivescovo di Oviedo)
- José Bascuñana y López † (20 maggio 1964 - 19 febbraio 1977 dimesso)
- Miguel Moncadas Noguera † (1º aprile 1977 - 5 agosto 1989 deceduto)
- Antonio Deig Clotet † (7 marzo 1990 - 28 luglio 2001 ritirato)
- Jaume Traserra Cunillera † (28 luglio 2001 - 3 novembre 2010 ritirato)
- Xavier Novell Gomá (3 novembre 2010 - 23 agosto 2021 dimesso)[6]
- Francisco Simón Conesa Ferrer, dal 3 gennaio 2022

## Statistiche
La diocesi nel 2022 su una popolazione di 141.000 persone contava 119.900 battezzati, corrispondenti all'85,0% del totale.
| anno | popolazione | popolazione | popolazione | presbiteri | presbiteri | presbiteri | presbiteri                | diaconi | religiosi | religiosi | parrocchie |
| anno | battezzati  | totale      | %           | numero     | secolari   | regolari   | battezzati per presbitero | diaconi | uomini    | donne     | parrocchie |
| ---- | ----------- | ----------- | ----------- | ---------- | ---------- | ---------- | ------------------------- | ------- | --------- | --------- | ---------- |
| 1949 | 125.000     | 125.000     | 100,0       | 374        | 266        | 108        | 334                       |         | 250       | 430       | 188        |
| 1970 | 129.281     | 129.315     | 100,0       | 241        | 212        | 29         | 536                       |         | 38        | 430       | 177        |
| 1980 | 121.848     | 122.053     | 99,8        | 182        | 155        | 27         | 669                       |         | 53        | 371       | 214        |
| 1990 | 118.395     | 119.595     | 99,0        | 171        | 151        | 20         | 692                       |         | 44        | 291       | 207        |
| 1999 | 100.200     | 119.200     | 84,1        | 135        | 120        | 15         | 742                       |         | 28        | 279       | 163        |
| 2000 | 102.300     | 119.234     | 85,8        | 134        | 119        | 15         | 763                       |         | 28        | 230       | 163        |
| 2001 | 95.138      | 119.138     | 79,9        | 132        | 121        | 11         | 720                       |         | 22        | 227       | 163        |
| 2002 | 94.206      | 119.206     | 79,0        | 139        | 121        | 18         | 677                       |         | 36        | 237       | 163        |
| 2003 | 101.521     | 124.071     | 81,8        | 128        | 112        | 16         | 793                       |         | 30        | 208       | 174        |
| 2004 | 101.521     | 124.071     | 81,8        | 128        | 112        | 16         | 793                       |         | 32        | 212       | 174        |
| 2010 | 128.700     | 139.900     | 92,0        | 110        | 96         | 14         | 1.170                     | 3       | 22        | 198       | 174        |
| 2014 | 124.600     | 141.800     | 87,9        | 97         | 89         | 8          | 1.284                     | 5       | 23        | 193       | 174        |
| 2017 | 116.536     | 139.297     | 83,7        | 80         | 73         | 7          | 1.456                     | 5       | 14        | 174       | 174        |
| 2020 | 118.309     | 139.185     | 85,0        | 69         | 62         | 7          | 1.714                     | 4       | 17        | 104       | 174        |
| 2022 | 119.900     | 141.000     | 85,0        | 62         | 55         | 7          | 1.933                     | 4       | 18        | 92        | 170        |